# Kroatiens Olympiske Komité
Kroatiens Olympiske Komité (kroatisk: Hrvatski olimpijski odbor; forkortet HOO) er en almennyttig sportsorganisation fra Kroatien, og den officielle repræsentant vedrørende kroatisk deltagelse ved de Olympiske lege.

## Medlemmer

### Præsidenter
| Navn           | År           |
| -------------- | ------------ |
| Antun Vrdoljak | 1991–2000    |
| Zdravko Hebel  | 2000–2002    |
| Zlatko Mateša  | 2002–present |

### Generalsekretærer
| Nave                | År        |
| ------------------- | --------- |
| Slavko Podgorelec   | 1991-2000 |
| Josip Čop           | 2001–2002 |
| Andrija Mijačika    | 2001-2002 |
| Josip Guberina      | 2002      |
| Ivica Miočić Stošić | 2002–2004 |
| Josip Čop           | 2005-     |

### Kroatiske medlemmer af IOC
Siden den den internationale olympiske komité blev etableret har tre kroatere vært medlem af kommittén.
| Navn           | År        |
| -------------- | --------- |
| Franjo Bucar   | 1920-1946 |
| Boris Bakrac   | 1960–1987 |
| Antun Vrdoljak | 1995-     |